# 星河武志
星河 武志（ほしかわ たけし、1978年6月 - ）は、日本の経済学者、近畿大学経済学部教授。

## 略歴
- 2001年 - 長崎県立大学経済学部卒業
- 2003年 - 岡山大学大学院経済学研究科修士課程修了
- 2007年 - 神戸大学大学院経済学研究科博士課程修了 博士（経済学）
- 2007年 - 神戸大学大学院経済学研究科講師
- 2008年 - 近畿大学経済学部国際経済学科特任講師
- 2010年 - 近畿大学経済学部国際経済学科講師
- 2012年 - 近畿大学経済学部国際経済学科准教授
- 2015年 - カリフォルニア大学バークレー校、客員研究員 （現在）
- 2018年 - 近畿大学経済学部国際経済学科教授、及び学科長（現在）
- 2019年 - 平成30年度大銀協フォーラム研究支援の特別賞を受賞

## 著書
- 『グローバル・マネーフローの実証分析』（共著、ミネルヴァ書房、2014）
- 『グローバル・インバランスの経済分析』（共著、有斐閣 、2010）